# Campionati del mondo di ciclismo su pista 2018 - Americana femminile
La gara americana femminile ai Campionati del mondo di ciclismo su pista 2018 si è svolta il 3 marzo 2018 su un percorso di 120 giri per un totale di 30 km con sprint intermedi ogni 10 giri. La vittoria andò alla squadra britannica che concluse il percorso con il tempo di 34'41" alla media di 51,883 km/h.
Presero parte alla competizione 17 squadre di federazioni diverse, delle quali 15 completarono la gara.

## Risultati
| Posizione | Atleti                                        | Nazione       | Punti giri | Punti sprint | Totale |
| --------- | --------------------------------------------- | ------------- | ---------- | ------------ | ------ |
| 1         | Katie Archibald Emily Nelson                  | Gran Bretagna | 0          | 50           | 50     |
| 2         | Kirsten Wild Amy Pieters                      | Paesi Bassi   | 0          | 35           | 35     |
| 3         | Letizia Paternoster Maria Giulia Confalonieri | Italia        | 0          | 20           | 20     |
| 4         | Amalie Dideriksen Trine Schmidt               | Danimarca     | 0          | 18           | 18     |
| 5         | Marija Novolodskaja Olga Zabelinskaya         | Russia        | 0          | 14           | 14     |
| 6         | Sofía Arreola Lizbeth Salazar                 | Messico       | −20        | 5            | −15    |
| 7         | Laurie Berthon Coralie Demay                  | Francia       | −20        | 1            | −19    |
| 8         | Ganna Solovei Anna Nahirna                    | Ucraina       | −20        | 0            | −20    |
| 9         | Lydia Boylan Lydia Gurley                     | Irlanda       | −20        | 0            | −20    |
| 10        | Romy Kasper Lisa Kullmer                      | Germania      | −40        | 0            | −40    |
| 11        | Léna Mettraux Aline Seitz                     | Svizzera      | −40        | 0            | −40    |
| 12        | Jolien D'Hoore Shari Bossuyt                  | Belgio        | −40        | 0            | −40    |
| 13        | Michaela Drummond Racquel Sheath              | Nuova Zelanda | −60        | 0            | −60    |
| 14        | Wiktoria Pikulik Nikol Płosaj                 | Polonia       | −60        | 0            | −60    |
| 15        | Kimberly Geist Kimberly Ann Zubris            | Stati Uniti   | −60        | 0            | −60    |
| –         | Stephanie Roorda Jasmin Duehring              | Canada        | −80        | 0            | DNF    |
| –         | Yumi Kajihara Yuya Hashimoto                  | Giappone      | −80        | 0            | DNF    |

Nota: DNF ritirati